# Ahmet Koç (politicus)
Ahmet Koç (Istanboel, 5 mei 1977 – 6 maart 2024) was een Belgisch politicus voor sp.a en Interactief Beringen.

## Levensloop
In 1995 behaalde hij zijn diploma economie-moderne talen in het Sint-Jozefcollege te Beringen, waarna hij politieke wetenschappen ging studeren aan de Vrije Universiteit Brussel alwaar hij een master behaalde in internationaal en Europees Recht.
Van 2003 tot 2005 was hij adviseur van vicepremier en minister van Begroting Johan Vande Lanotte. Hierop aansluitend werd hij de persoonlijke secretaris van minister van werk Peter Vanvelthoven. Na de lokale verkiezingen van 2006 werd hij schepen te Beringen. Bij de lokale verkiezingen van 2012 werd hij verkozen als provincieraadslid en ondervoorzitter van de Limburg provincieraad. Bij deze verkiezingen stond hij samen met zijn toenmalige echtgenote Duygu Akdemir - voormalig provincieraadslid en schepen te Beringen - op een affiche, een unicum in België.
Bij de Kamerverkiezingen van juni 2010 stond Koç op de vierde plaats voor de kieskring Limburg. Bij de Kamerverkiezingen van mei 2014 stond hij op de derde plaats. Hij kreeg dan iets meer voorkeurstemmen dan Meryame Kitir, die op de tweede plaats stond en wel verkozen werd. Sinds 2007 heeft Ahmet Koç slechts eenmaal een mandatenlijst ingediend bij het Rekenhof, met name in 2011. Hij cumuleerde toen zes mandaten waarvan 1 bezoldigd.
Koç was een aanhanger van het beleid van Turks president Recep Tayyip Erdoğan. Zo verdedigde hij Erdoğans aanpak na het incident met de Duitse komiek Jan Böhmermann en verdedigde hij Erdogans beleid na de mislukte staatsgreep in Turkije van juli 2016. Vlak na de mislukte coup plaatste hij de volgende controversiële uitspraak op Facebook: "Allah, bescherm ons tegen de landverraders. Mensen kom in opstand, verenig u, geef hen geen kansen." Enkele uren later braken rellen uit in Beringen. Als gevolg hiervan werd Koç uit de sp.a gezet. Hij was op dat moment ondervoorzitter van de Limburgse provincieraad, waarin hij nadien bleef zetelen als onafhankelijke. In de aanloop naar de gemeenteraadsverkiezingen van 2018 richtte hij een eigen politieke partij op, 'Vlaams Multicultureel Collectief'. Bedoeling was dat hij lijsttrekker werd te Gent, zijn domiciliewijziging kon echter niet plaatsvinden doordat Koç niet thuis was op het ogenblik dat een wijkagent zijn nieuwe verblijfplaats kwam bezoeken.
Omstreeks 2016 ging hij uiteen met zijn echtgenote en in 2018 was hij betrokken bij een schietincident. Een liefdesrivaal loste daarbij drie schoten op Koç. Later moest hij verschillende malen als beklaagde voor de correctionele rechtbank verschijnen, onder meer voor druggebruik en verkrachting.
In maart 2024 overleed Koç plotseling op 46-jarige leeftijd. De afscheidsplechtigheid vond plaats in de Fatih-moskee te Beringen.